# Hervé Revelli
Hervé Revelli (ur. 5 maja 1946 w Verdun) – francuski piłkarz, który występował na pozycji napastnika. W swojej karierze rozegrał 30 meczów w reprezentacji Francji, w których strzelił 14 goli. Jest bratem Patricka Revellego, także piłkarza i reprezentanta Francji.

## Kariera klubowa
Swoją karierę piłkarską Revelli rozpoczął w klubie AS Gardanne. W 1964 roku przeszedł do AS Saint-Étienne. W 1965 roku awansował do kadry pierwszej drużyny Saint-Étienne. W sezonie 1965/1966 zadebiutował w jego barwach w pierwszej lidze francuskiej. W Saint-Étienne grał do 1978 roku, z przerwą na występy w latach 1971–1973 w OGC Nice. Wraz z Saint-Étienne siedmiokrotnie wywalczył tytuł mistrza Francji w latach 1967, 1968, 1969, 1970, 1974, 1975 i 1976, co stanowi rekord ligi francuskiej (wraz z Jeanem-Michelem Larqué, Sidneyem Govou, Grégorym Coupetem i Juninho Pernambucano). Czterokrotnie zdobywał Puchar Francji (1968, 1970, 1975 i 1977) i dwukrotnie Superpuchar (1967 i 1969). W 1976 roku wystąpił w przegranym 0:1 finale Pucharu Mistrzów z Bayernem Monachium. W sezonach 1966/1967 i 1969/1970 zostawał królem strzelców francuskiej ligi, zdobywając odpowiednio 31 i 28 goli. W 1969 roku został wybrany Piłkarzem Roku we Francji.
W 1978 roku Revelli odszedł z Saint-Étienne do szwajcarskiego pierwszoligowca, CS Chênois. W 1980 roku wrócił do Francji i przez trzy sezony występował w drugoligowym LB Châteauroux. W 1983 roku zakończył swoją karierę sportową.
| Sezon   | Klub             | Kraj       | Rozgrywki      | Mecze | Bramki |
| ------- | ---------------- | ---------- | -------------- | ----- | ------ |
| 1965/66 | AS Saint-Étienne | Francja    | Division 1     | 25    | 12     |
| 1966/67 | AS Saint-Étienne | Francja    | Division 1     | 34    | 31     |
| 1967/68 | AS Saint-Étienne | Francja    | Division 1     | 32    | 23     |
| 1968/69 | AS Saint-Étienne | Francja    | Division 1     | 31    | 22     |
| 1969/70 | AS Saint-Étienne | Francja    | Division 1     | 31    | 28     |
| 1970/71 | AS Saint-Étienne | Francja    | Division 1     | 36    | 10     |
| 1971/72 | OGC Nice         | Francja    | Division 1     | 34    | 19     |
| 1972/73 | OGC Nice         | Francja    | Division 1     | 37    | 22     |
| 1973/74 | AS Saint-Étienne | Francja    | Division 1     | 34    | 20     |
| 1974/75 | AS Saint-Étienne | Francja    | Division 1     | 35    | 13     |
| 1975/76 | AS Saint-Étienne | Francja    | Division 1     | 29    | 12     |
| 1976/77 | AS Saint-Étienne | Francja    | Division 1     | 16    | 2      |
| 1977/78 | AS Saint-Étienne | Francja    | Division 1     | 15    | 1      |
| 1978/79 | CS Chênois       | Szwajcaria | Nationalliga A | 26    | 13     |
| 1979/80 | CS Chênois       | Szwajcaria | Nationalliga A | 21    | 7      |
| 1980/81 | LB Châteauroux   | Francja    | Division 2     | 34    | 4      |
| 1981/82 | LB Châteauroux   | Francja    | Division 2     | 29    | 1      |
| 1982/83 | LB Châteauroux   | Francja    | Division 2     | 14    | 1      |

## Kariera reprezentacyjna
W reprezentacji Francji Revelli zadebiutował 28 września 1966 roku w przegranym 2:4 towarzyskim meczu z Węgrami. W debiucie zdobył gola. W swojej karierze grał w eliminacjach do Euro 68, MŚ 1970, Euro 72 i MŚ 1974. Od 1966 do 1975 roku rozegrał w kadrze narodowej 30 meczów i zdobył w nich 14 bramek.

## Kariera trenerska
Po zakończeniu kariery piłkarskiej Revelli został trenerem. Prowadził takie kluby jak: CS Chênois, LB Châteauroux, SC Draguignan, CS Sfaxien, AS Saint-Priest, CA Bizertin, MC Oran, MC Algier, ES Sétif, Toulouse Fontaines Club i US Feurs. Był też selekcjonerem reprezentacji Beninu w 2004 roku.

## Sukcesy

### AS Saint-Étienne
- Mistrzostwo Francji: 1966/1967, 1967/1968, 1968/1969, 1969/1970, 1973/1974, 1974/1975, 1975/1976
- Puchar Francji: 1969/1970, 1973/1974, 1974/1975, 1976/1977